# Michael Oblowitz
Michael Oblowitz (Cidade do Cabo, 1952) é um cineasta sul-africano.

## Filmografia selecionada
1977 X-terminator
1978 Table Conversation
1979 Minus Zero
1980 Too Sensitive To Touch
1981 The Is/Land
1982 King Blank
1983 Basketball: Kurtis Blow
1993 The Healer: John Lee Hooker And Carlos Santana
1994 Mustang Sally: Buddy Guy And Jeff Beck
1995 Booker T And The M.G's Live In Laguna
1996 Buddy Guy - Live: The Real Deal
1997 Standing Here: The Stone Roses,
1997 This World, Then The Fireworks
1998 The Areola
2001 The Breed
2003 Out for a Kill
2003 The Foreigner
2005 Hammerhead: Shark Frenzy,
2008 Romantic Resorts
2010 Sea Of Darkness (Documentário)
2010 The Traveler
2013 The Ganzfeld Experiment
2016 Untitled Sunny Garcia Documentary
2015 Heavy Water/Life And Times Of Nathan Fletcher